# Raúl Blanco
Raúl Alberto Blanco Watson (Achao, 26 de septiembre de 1928) es un mecánico,comerciante y político chileno. Hijo de Francisco Blanco Blanco y Blanca Esther Watson Águila. El segundo de siete hermanos, se trasladó con su familia a Puerto Montt en el año 1948.

## Biografía
Estudió en la escuela primaria de Achao y luego en la Escuela Industrial de Valdivia, terminando el curso de mecánico. Sin embargo, se dedicó toda su vida al comercio, instalando un negocio en el centro de Puerto Montt (1970).
Regidor de la Municipalidad de Achao, representando al Partido Socialista (1957-1963) y de la Municipalidad de Puerto Montt (1963-1967).
Expulsado del Partido Socialista, fue candidato a Alcalde de Puerto Montt por la Unión Socialista Popular (1967-1971). 
Durante la dictadura militar se mantuvo clandestino y en 1985 retornó a las filas del Partido Socialista, participando de la campaña del No en 1988.
Nuevamente es electo alcalde de Puerto Montt (1992-1994 y 1996-2000). 
Concejal de Puerto Montt (2000-2004 y 2004-2008).

## Historial electoral

### Elecciones municipales de 1992
- Elecciones Municipales de 1992, para la alcaldía de Puerto Montt[3]

(Se consideran solamente los candidatos que resultaron elegidos para el Concejo Municipal)

### Elecciones municipales de 1996
- Elecciones Municipales de 1996, para la alcaldía de Puerto Montt[4]

(Se consideran solamente los candidatos que resultaron elegidos para el Concejo Municipal)

### Elecciones municipales de 2000
- Elecciones Municipales de 2000, para la alcaldía de Puerto Montt[5]

(Se consideran solamente los candidatos que resultaron elegidos para el Concejo Municipal)

### Elecciones municipales de 2004
- Elecciones Municipales de 2004, para el Concejo Municipal de Puerto Montt[6]

(Se consideran solamente los candidatos que resultaron elegidos para el Concejo Municipal)